# Pareulype griseata
Pareulype griseata är en fjärilsart som beskrevs av Oberthür sensu Culot 1919. Pareulype griseata ingår i släktet Pareulype och familjen mätare. Inga underarter finns listade i Catalogue of Life.